# Hermann F. Mark
Hermann Franz Mark, auch Herman Francis Mark (* 3. Mai 1895 in Wien, Österreich-Ungarn; † 6. April 1992 in Austin/Texas), war ein österreichisch-US-amerikanischer Chemiker. Er gilt als einer der wesentlichen Begründer der modernen Polymerwissenschaften und der Gasphasen-Elektronenbeugung zur Strukturbestimmung kleiner Moleküle.

## Biografie
H. F. Mark wurde in Wien als ältestes von drei Kindern des Arztes Hermann Carl Mark und seiner Frau Lili (geb. Müller) geboren. Schon früh interessierte sich Mark für Naturwissenschaften – stark beeinflusst von seinem Lehrer Franz Hlawary, der ihm Mathematik und Physik beibrachte. Schon mit 12 Jahren besuchte er gemeinsam mit einem Freund, dessen Vater dort Naturwissenschaften lehrte, die Laboratorien der Wiener Universität. Nach diesem anregenden Besuch experimentierten beide mit Chemikalien, zu welchen sie durch ihre Väter Zugang hatten.
Nach seinem Schulabschluss diente Mark zunächst im Ersten Weltkrieg als Offizier im k.k. Kaiserschützen Regiment Nr. II der Österreich-Ungarischen Armee und wurde dort hoch dekoriert. Noch während des Ersten Weltkrieges – während eines Genesungsurlaubes infolge einer Kriegsverletzung – begann Mark an der Universität Wien das Studium der Chemie und promovierte letztlich 1921 „summa cum laude“ zum Doktor der Chemie. Noch im selben Jahr ging er als Assistent mit seinem Doktorvater Wilhelm Schlenk an die Universität von Berlin, wo dieser dem Nobelpreisträger Emil Fischer nachfolgte. Bereits ein Jahr später lud Fritz Haber, Entdecker der Ammoniak-Synthese und Direktor des Kaiser-Wilhelm-Instituts für Physikalische Chemie und Elektrochemie (KWI, heute Fritz-Haber-Institut), H. F.  Mark ein, im neu gegründeten Kaiser-Wilhelm-Institut für Faserstoffchemie mitzuarbeiten; mit seiner Frau Mimi zog Mark daraufhin nach Berlin-Dahlem.
Im KWI in Berlin erforschte eine talentierte Gruppe von Wissenschaftlern molekulare Faserstrukturen mit Hilfe der damals neuen Methoden der Röntgendiffraktometrie und Ultramikroskopie. Die Forscher erkannten sehr rasch, dass die Röntgenbeugung ein geeignetes Werkzeug für Kristallstruktur-Untersuchungen darstellt. In seinen fünf Jahren in Berlin wurde Mark ein Kristallographie-Experte.
1926 bot ihm der Direktor des Forschungslabors der I.G. Farbenindustrie (später BASF) in Ludwigshafen am Rhein, Kurt Heinrich Meyer, eine Anstellung als stellvertretender Forschungsdirektor. Etwa 5 Jahre lang führte er dort gemeinsam mit Meyer seine röntgenographischen Untersuchungen zur Strukturaufklärung von Polymeren fort (Seide, Chitin, Kautschuk, Cellulose u. a.). Die Erkenntnis, dass Stoffe wie Cellulose und Seidenfibroin aus langkettigen Molekülen („Makromolekülen“) bestehen, vertreten von Hermann Staudinger, dessen Theorie der Makromoleküle damals heftig umstritten war, wurde damals noch von Mark und Meyer (1928) bestritten (nach Mark´s damaliger Theorie war Cellulose aus Ketten von rund 30 bis 50 Glucose-Molekülen aufgebaut, wobei rund 40 bis 50 dieser Ketten Mizellen bildeten). Staudinger sah Cellulose als Analogon von Polyoxymethylen. Dafür erntete er damals starke Kritik, da man allgemein zum Beispiel Kautschuk als kolloidartige Mischung aus kleineren Einheiten ansah, die durch van der Waals Kräfte gebunden waren. Mark und Meyer nahmen einen mittleren Standpunkt ein und waren in eine heftige Kontroverse mit Staudinger verwickelt. Erst um 1935 akzeptierten Mark und Meyer vollständig die Theorie der Makromoleküle von Staudinger. 1934 veröffentlichte er mit Eugene Guth eine Pionierarbeit zur kinetischen Theorie von Polymer-Elastizität. Um 1930 besuchte Linus Pauling das Labor von Mark und Meyer und war davon stark beeindruckt, denn Mark entwickelte dort auch zusammen mit R. Wierl die Methode des Gasphasen-Elektronenbeugung zur Strukturbestimmung freier Moleküle im gasförmigen Zustand, die zwar im Industriebetrieb nicht weiter verfolgt werden sollte, die aber Pauling und Brockway am Caltec installierten und damit große Erfolge in der chemischen Grundlagenforschung erzielten.
Neben diesen wissenschaftlichen Grundlagenarbeiten befasste sich Mark aber auch mit der praktischen Anwendung polymerer Werkstoffe, indem er erstmals die Kommerzialisierung von Polystyrol, Polyvinylchlorid, Polyvinylalkohol sowie der ersten synthetischen Gummis versuchte. Mark half mit, dass die I.G. Farbenindustrie zu einem der führenden Hersteller von neuen Polymeren und Co-Polymeren wurde. An der Technischen Hochschule Karlsruhe habilitierte er sich um und wirkte dort als außerplanmäßiger Professor. Er inspirierte dabei Edward Teller, der dort studierte. Einen Ruf als Nachfolger von Arnold Eucken in Breslau lehnte er ab.
Nach der Machtübernahme der Nationalsozialisten in Deutschland im Jahr 1933 folgte Mark, dessen Vater Jude war, dem Rat seines Direktors und ging als Professor für Physikalische Chemie an die Universität Wien. In den sechs Jahren in Wien entwickelte er einen neuen Lehrplan für Polymerchemie und setzte seine Forschung auf dem Gebiet der Makromoleküle fort. Er vertrat auch international die neuen Polymerwissenschaften, zum Leidwesen von Staudinger, der in Deutschland geblieben war und nicht ins Ausland reisen durfte. Er war Mitglied des Erziehungsausschusses und Vorsitzender des Komitees für Holznutzung im österreichischen Handelsministerium. Nach dem Anschluss Österreichs an Deutschland 1938 wurde er kurzzeitig am 12. März von der Gestapo verhaftet und verhört (er hatte am Sarg des ermordeten Bundeskanzlers Engelbert Dollfuß Totenwache gehalten und Juden wie Max Perutz zur Flucht verholfen). Deshalb flüchtete Mark im April mit seiner Familie über die Schweiz und Frankreich nach England, von wo aus er mit einem Schiff nach Kanada gelangte. Dort arbeitete er zunächst in der Papierindustrie (in Hawkesbury (Ontario) bei Montreal), bevor er kurze Zeit später mit Hilfe seiner Kontakte zur Firma DuPont in die USA emigrierte.
Als Herman Francis Mark trat er 1940 ins Polytechnic Institute of New York in Brooklyn ein – zunächst als außerordentlicher Professor, zwei Jahre später schließlich als ordentlicher Professor; neben dieser Tätigkeit war er auch für die Firma DuPont als Gutachter und Berater tätig.
1944 begründete Mark das Institute of Polymer Research am Polytechnic Institute in Brooklyn – die erste Forschungseinrichtung in den USA, die sich ausschließlich der Polymerforschung widmete; er stand diesem Institut bis 1964 als Direktor vor.
Hermann Mark starb am 6. April 1992 im Haus seines Sohnes in Austin (Texas), seine Urne wurde am Matzleinsdorfer Friedhof in Wien beigesetzt.
Mark forschte auf dem Gebiet der Suspensions-, Emulsions- sowie Mischpolymerisation, der Vinylpolymere und Polyamide und untersuchte die chemischen und physikalischen Eigenschaften von Hochpolymeren. Bahnbrechend waren seine Arbeiten über Polymerisationsmechanismen, insbesondere zur Photopolymerisation, zur Polymerisation in fester Phase und zur Hochgeschwindigkeitspolymerisation; nicht weniger bedeutend seine wissenschaftliche Betätigung im Bereich der Strukturaufklärung und der Molekülmassenbestimmung von Polymeren. Während seiner wissenschaftlichen Tätigkeit verfasste Mark mehr als 600 wissenschaftliche Publikationen.
Er ist auch bekannt als Herausgeber der Encyclopedia of Polymer Science and Technology die mittlerweile (2007) in der vierten Auflage vorliegt. Er war Mitbegründer und Herausgeber des Journal of Polymer Science (zuerst 1945 als Polymer Bulletin bei Interscience) und begründete 1940 die Monographien-Reihe High Polymers and Related Substances bei Interscience (der damals neu gegründete Verlag erlangte einen Großteil seines Ansehens durch die Zusammenarbeit mit Mark).
Sein Sohn Hans Mark hatte hohe Positionen bei der NASA und im militärischen Weltraumprogramm der USA inne.

## Ehrungen und Mitgliedschaften
- 1934: Wilhelm-Exner-Medaille
- 1953: Mitglied der Ehrenlegion, Ehrendoktor der Universität Uppsala
- 1954: Ehrendoktor der FU Berlin
- 1955: Goldene Ehrenmedaille der Universität Wien, Ehrenmitglied der Universität Wien, Ehrendoktor der TU Wien
- 1960: William H. Nichols Medal
- 1965: ACS Award in Polymer Chemistry
- 1966: Österreichisches Ehrenzeichen für Wissenschaft und Kunst
- 1972: Chemical Pioneer Award
- 1975: Willard Gibbs Medal
- 1975: Aachener und Münchener Preis für Technik und angewandte Naturwissenschaften
- 1976: Harvey-Preis
- 1979: National Medal of Science
- 1979: Wolf-Preis in Chemie
- 1980: Perkin Medal
- 1982: Division of Polymer Chemistry Award der American Chemical Society. Dieser Preis ist seit 1989 nach H.F. Mark benannt.
- 1988: Charles Goodyear Medal

1950 wurde er auswärtiges Mitglied der Königlich Niederländischen Akademie der Wissenschaften und 1965 der Sowjetischen Akademie der Wissenschaften, 1956 Mitglied der American Academy of Arts and Sciences und 1961 Mitglied der National Academy of Sciences. Er erhielt zahlreiche Ehrendoktorate.
Er erhielt weltweit zahlreiche Orden, Ehrenmedaillen und Ehrenpreise sowie rund 20 Ehrendoktorate. Er war unter anderem Mitbegründer des Weizmann-Instituts in Rehovoth (Israel), Vorsitzender der neu gegründeten Kommission für Makromoleküle der „Internationalen Union für reine und angewandte Chemie“ (IUPAC) und Mitbegründer einiger Polymer-Abteilungen an Universitäten und Forschungseinrichtungen auf der ganzen Welt, wie z. B. in Indien, Japan und der UdSSR.
Anlässlich seines 80. Geburtstags wurde am Polytechnical Institute in Brooklyn der Hermann F. Mark-Lehrstuhl für Polymerwissenschaften eingerichtet.
Hermann Mark hatte nie den Kontakt mit Österreich verloren: Gleich nach dem Ende des Zweiten Weltkrieges hat er diesen Kontakt wieder aufgenommen und war maßgeblich am Aufbau einer Reihe österreichischer Industrieunternehmen beteiligt. Außerdem präsentierte er 1978 die vom österreichischen Autor und Historiker Hellmut Andics geschriebene und vom ORF produzierte 10-teilige Fernsehsendung „Alles Leben ist Chemie“.
Im Jahre 1965 übernahm H.F. Mark die Patronanz über das Österreichische Kunststoffinstitut, einer Sektion des Österreichischen Forschungsinstituts für Chemie und Technik (OFI), welches damals noch als Chemisches Forschungsinstitut der Wirtschaft Österreichs firmierte. Anlässlich seines 80. Geburtstages im Jahre 1975 wurde vom OFI die „Hermann F. Mark-Medaille“ gestiftet – eine Auszeichnung, die seither alljährlich an bedeutende Persönlichkeiten der Polymerwissenschaft und der Kunststoffindustrie verliehen wird.
Im Jahr 2009 wurde in Wien-Favoriten (10. Bezirk) die Hermann-Mark-Gasse nach ihm benannt.

## Schriften
Bücher:
- Kurt Meyer, F. Mark: Der Aufbau der hochmolekularen organischen Naturstoffe, Akademische Verlagsgesellschaft, Leipzig 1930
- Kurt H. Meyer, Hermann F. Mark: Hochpolymere Chemie. Ein Lehr- und Handbuch für Chemiker und Biologen. 1. Auflage. Band 1: Allgemeine Grundlagen der Hochpolymeren Chemie; Band 2: Die Hochpolymeren Verbindungen. Akademische Verlagsgesellschaft Becker & Erler, Leipzig 1937, 1940
- Mark, K. Sinclair, J. E. Woods: Physical Chemistry of high polymeric systems, Interscience 1940
- Mark, A. V. Tobolsky: Physical Chemistry of High Polymeric Systems, New York: Interscience 1940
- Mark, R. A. V. Raff: High polymeric reactions, their theory and practice, Interscience 1941
- Mark, E. R. Blout, W. P. Hohenstein: Monomers, Interscience 1949
- Mark, N. G. Gaylord: Linear and stereoregular addition polymers, Interscience 1959
- Mark, T. Alfrey, J. J. Bohrer: Copolymerization, Interscience 1952
- Mark, S. M. Atlas, E. Cernia: Man made fibers, Interscience 1967
- Mark, N. S. Wooding, S. M. Atlas: Chemical aftertreatment of textiles, New York 1971
- Mark: Giant Molecules, Time Life 1966
- Mark, A. V. Tobolsky: Polymer science and materials, John Wiley 1971

Aufsätze:
- Mark: The determination of particle size by the use of X-rays, Transactions of the Faraday Society, Band 25, 1929, S. 387–389
- Mark: Über den Aufbau der hochpolymeren Substanzen, Scientia, Band 51, 1932, S. 405–421
- Mark, E. Guth: Statistische Theorie der Kautschukelastizität, Zeitschrift für Elektrochemie, Band 43, 1937, S. 683–686
- Mark, Kurt Meyer: Über den Bau des krystallisierten Anteils der Cellulose, Berichte der Deutschen Chemischen Gesellschaft, Band 61, 1928, S. 593–614
- Mark, Kurt Meyer: Über  den  Aufbau  des  Seidenfibroins, Berichte der  Deutschen  Chemischen Gesellschaft, Band 61, 1928, S. 1932–1936
- Mark, Kurt Meyer: Über den Aufbau des Chitins, Berichte der Deutschen Chemischen Gesellschaft, Band 61, 1928, S. 1936–1939
- Mark, Kurt Meyer: Über den Kautschuk. Berichte der Deutschen Chemischen Gesellschaft, Band 61, 1928, S. 1939–1949
- Mark: Aus den frühen Tagen der makromolekularen Chemie, Die Naturwissenschaften, Band 67, 1980, S. 477–483